# The Testament
The Testament – czwarty studyjny album amerykańskiego rapera o pseudonimie artystycznym Cormega. Kompozycja miała być debiutanckim albumem Cormegi, wydanym w latach 90., ale z powodu nieporozumienia z wytwórnią Def Jam Recordings, płyta nie ukazała się. Dopiero w 2005 roku Cormega otrzymał prawa do wydania albumu, po czym zrobił to we własnej wytwórni.

## Lista utworów
| #  | Tytuł                                    | Producent            |
| -- | ---------------------------------------- | -------------------- |
| 1  | „Intro”                                  | Nashiem Myrick       |
| 2  | „62 Pickup”                              | Cormega              |
| 3  | „One Love”                               | RNS                  |
| 4  | „Interlude”                              | Cormega              |
| 5  | "Angel Dust" (feat. Havoc)               | Sha Money XL         |
| 6  | „Dead Man Walking”                       | Hot Day, Jae Supreme |
| 7  | „Montana Diary”                          | Nashiem Myrick       |
| 8  | „Testament”                              | Dave Atkinson        |
| 9  | „Testament” (Original Version)           | Dave Atkinson        |
| 10 | „Every Hood” (feat. Hussein Fatal, Niko) | Suga Bear            |
| 11 | „Coco Butter”                            | Prestige             |
| 12 | „Killaz Theme” (feat. Mobb Deep)         | Havoc                |
| 13 | „Love Is Love” (feat. Tiffany)           | Nashiem Myrick       |
| 14 | „Dead Man Walking 2"                     | Hot Day, Jae Supreme |

## Notowania
| Rok  | Album         | Notowanie | Notowanie | Notowanie |
| Rok  | Album         | USA 200   | Top Rap   | Top Ind.  |
| ---- | ------------- | --------- | --------- | --------- |
| 2005 | The Testament | –         | 76        | 46        |